# Giancarlo Vitali
Pour les articles homonymes, voir Vitali.
Giancarlo Vitali, né le 29 novembre 1929 à Bellano et mort le 25 juillet 2018 dans la même ville, est un peintre et graveur italien contemporain.

## Biographie
Giancarlo Vitali naît le 29 novembre 1929 à Bellano, au lac de Côme, d'une famille de pêcheurs.
Il commence à peindre à l'âge de quinze ans, après avoir travaillé à l'Institut des Arts Graphiques de Bergame.
En 1947, il expose ses premières œuvres à l'Angelicum de Milan, à l'occasion de l'exposition biennale d'art sacré. En 1949, il vient montrer dans l'exposition biennale deux de ses œuvres : Visitazione et Cena in Emmaus, qui reçoivent des appréciations enthousiastes de Carlo Carrà.
Vitali reçoit une carte de membre de l'Académie Brera à Milan, mais se trouvant dans une situation économique très difficile, il se voit forcé de la rejeter.
En 1981, son fils Velasco Vitali, également peintre, encourage Giancarlo à travailler comme graveur.
En 1983, la reproduction d'un de ses tableaux fini entre les mains de Giovanni Testori, qui est si impressionné, qu'il souhaite le rencontrer. Le tableau représente un lapin en quartier. 
La rencontre engendre une relation profonde et solide, fondée sur l'estime et l'admiration mutuelles, qui devient par la suite une longue amitié profondément enracinée. En 1984, Testori écrit un article sur le travail de Vitai dans la troisième page du Corriere della Sera et organise sa première exposition personnelle à la Compagnia del Disegno à Milan. Plus tard, Vitali a plusieurs expositions dans des institutions publiques et privées et il publie une série de catalogues et de portfolios de gravures.
À la fin des années 1980, il réalise de nombreuses œuvres d'art public, dont Les Portraits de bienfaiteurs à l'Ospedale Maggiore de Milan, commandé par la Fondation Ca' Granda.
Giancarlo Vitali meurt le 25 juillet 2018 à quatre vingt huit ans,, dans sa maison face au lac de Côme, à Bellano, où il est né et où il a choisi de vivre. Les funérailles ont lieu le 27 à Bellano dans l'église de San Nazaro et Celso. Il laisse sa femme Germana et ses enfants Velasco, Sara et Paola.

## Sujets
Il a pour sujets les hommes et les femmes de son village : le pharmacien, le prêtre, une femme qui veut plumer un poulet. Portraits puissants d'une humanité humble, silencieuse, souvent oubliée, mais extraordinairement vivante et livrée à un temps suspendu grâce à une peinture si noble, que Giovanni Testori définit de « splendeur matérielle ». 

## Expositions
- 2008 - "Giancarlo Vitali and Mario Botta", curated by Carlo Bertelli, A.N.C.E. building, Lecco.
- 2007 - "Giancarlo Vitali: Works", IIC, Madrid
- 2005 - "Cartella Clinica: Chronicle of an Unsought Sojourn", Aula Magna of the Ospedale di Lecco.
- 2003 - "L'Oltranza della pittura: In memory of Giovanni Testori", Spazio Cinquesensi, Milan.
- 2002 - "La musica dipinta: Drawings and Oils", Spazio Cinquesensi, Milan.
- 2001 - "D'après", Arsmedia, Bergamo; in 2002 the exhibition was presented, with further drawings and oils, at Compagnia del Disegno, Milan.
- 2000 - "Il Paese del Pittore",  Spazi industriali dell'ex Cotonificio Cantoni,Bellano.
- 2000 - "Lunario Minimo", organized by the Comune di Cento in collaboration with Promoart, Chiesa sconsacrata di San Lorenzo, Ferrara.
- 1999 - "Giancarlo Vitali", curated by Giancarlo Consonni, Palazzo Sormani Milan.
- 1999 - "Le stagioni della Vita", curated by Domenico Montalto, The Cantico gallery in the Monastery of San Damiano, Assisi.
- 1997 - "La Memoria Sottile", Scuderie of Villa Manzoni, Lecco.
- 1996 - "Giancarlo Vitali: Retrospective", curated by Marco Goldin, Palazzo Sarcinelli, Conegliano.
- 1994 – "Giancarlo Vitali", organized by Civica Raccolta Bertarelli at Sala Castellana[réf. souhaitée], Castello Sforzesco, Milan[3].
- 1991 - "Le forme del tempo: A tribute to Antonio Stoppani", . Musei Civici, Villa Manzoni and Galleria Bellinzona, Lecco.
- 1987 - "La famiglia dei ritratti", curated by Giovanni Testori, Musei Civici, Lecco.
- 1985 - "Giancarlo Vitali", curated by Giovanni Testori, La Compagnia del Disegno, Milan.

## Publications
- "Giancarlo Vitali: Paintings, engravings and drawings". Text by Leonardo Castellucci. Florence, 2007.
- "Cartella Clinica". Preface by Marco Vallora. Texts by Giancarlo Vitali and Andrea Vitali (writer and award winner in 2007 of the Bancarella prize), Cattaneo publishing, 2005.
- "Dono di luoghi. Poems by Giancarlo Consonni". Lecco Province Builders Association and Itaca publishing, 2004.
- "L'Oltranza della pittura", by Giancarlo Testori. Itaca publishing, 2003.
- "D'Après". Preface by Giuliano Collina, Itaca publishing, 2001.
- "Il paese del pittore". Preface by Marco Fragonara, a poem by Tonino Guerra along with a text by Andrea Vitali. DeAgostini Rizzoli, 2000.
- "Lunario Minimo". Preface by Ludovico Pratesi, DeAgostini Rizzoli , 2000.
- "Le stagioni della vita". Text by Domenico Montalto. Itaca publishing, 1999.
- "La Memoria Sottile". Texts by Tiziana Rota and Marco Carminati, and poems by Valerio Magrelli. Itaca publishing, 1997.
- "Giancarlo Vitali". Texts by Marco Goldin and Marco Vallora. Electa Mondadori, 1996.
- "Catalogo generale dell'opera incisa". Edited by Paolo Bellini. Bellinzona publishing – Linati – Stefanoni, 1994.
- "Le forme del tempo". Introduction by Alberto Longatti. Bellinzona publishing, 1991.
- "La famiglia dei ritratti". Text by Giovanni Testori. Electa, 1987.
- "Giancarlo Vitali". Edited by Giovanni Testori, La Compagnia del Disegno, 1985.

## Éditions

### Engravings portfolios
- "Suovetaurilia", counting 6 engravings. Text by Carlo Bertelli, Itaca publishing – Milan 2008.
- "Abitare", 6 engravings. Text by Mario Botta, Lecco Province Builders Association, 2006.
- "Omaggio al cantiere", 5 engravings. Text By Mario Sangiorgio, Lecco Province Builders Association, 2004.
- "Concerto", 8 engravings with 8 poems by Giancarlo Consonni, preface by Marco Vallora, 2002.
- "Bestiario", 8 poems by Giancarlo Consonni and 8 engravings by Giancarlo Vitali, introduction by Gina Lagorio, Itaca publishing – Milan, 1999.
- "Le forme del tempo", preface by Alberto Longatti. Bellinzona publishing, 1991.
- "Tommaso Grossi", 2 engravings along with 2 poems. Preface by Gianfranco Scotti. Lions Club, 1991.
- "Il mio museo quotidiano", presented by Testori and printed by Bandini. Bellinzona publishing, 1985.
- "Poesie per il Trittico del toro", 3 poems by Giovanni Testori accompanied with an engraving by Giancarlo Vitali. La Compagnia del Disegno publishing, 1985.
- "Il mio paese del lago", presented by Gianni Brera and printed by Giorgio Upiglio. Bellinzona publishing, 1982.

### Livres d'artiste
- "Maschere", by Henri de Régnier with 2 original etchings.
- "Attorno al tavolo", 11 engravings and 9 poems by Franco Loi. Tavolo Rosso – Stamperia Albicocco,  Udine, 2003.
- "Guardare i Tramonti", a poem by Tonino Guerra along with 9 engravings. Gibralfaro publishing, Verona 2000.